# National Basketball Association 1954-1955
La stagione della National Basketball Association 1954-1955 fu la 9ª edizione del campionato NBA. La stagione finì con la vittoria dei Syracuse Nationals, che sconfissero i Fort Wayne Pistons per 4-3 nelle finali NBA.

## Squadre partecipanti
- Baltimore Bullets
- Boston Celtics
- Ft. Wayne Pistons
- Milwaukee Hawks
- Minneapolis Lakers

- N.Y. Knicks
- Philad. Warriors
- Rochester Royals
- Syracuse Nationals

## Classifica finale

### Eastern Division
| Squadra               | V  | P  | %    | GB |
| --------------------- | -- | -- | ---- | -- |
| Syracuse Nationals C  | 43 | 29 | 59,7 | -  |
| New York Knicks       | 38 | 34 | 52,8 | 5  |
| Boston Celtics        | 36 | 36 | 50,0 | 7  |
| Philadelphia Warriors | 33 | 39 | 45,8 | 10 |
| Baltimore Bullets     | 3  | 11 | 21,4 | 11 |

### Western Division
| Squadra            | V  | P  | %    | GB |
| ------------------ | -- | -- | ---- | -- |
| Fort Wayne Pistons | 43 | 29 | 59,7 | -  |
| Minneapolis Lakers | 40 | 32 | 55,6 | 3  |
| Rochester Royals   | 29 | 43 | 40,3 | 14 |
| Milwaukee Hawks    | 26 | 46 | 36,1 | 17 |

## Vincitore
| Campione NBA 1954-1955         |
| ------------------------------ |
| Syracuse Nationals (1º titolo) |

## Statistiche
| Categoria | Giocatore     | Squadra           | Stat  |
| --------- | ------------- | ----------------- | ----- |
| Punti     | Neil Johnston | Philad. Warriors  | 1.631 |
| Rimbalzi  | Neil Johnston | Philad. Warriors  | 1.085 |
| Assist    | Bob Cousy     | Boston Celtics    | 557   |
| FG%       | Larry Foust   | Ft. Wayne Pistons | 48,7  |
| FT%       | Bill Sharman  | Boston Celtics    | 89,7  |

## Premi NBA
- NBA Rookie of the Year Award: Bob Pettit, Milwaukee Hawks
- All-NBA First Team:
  - Neil Johnston, Philadelphia Warriors
  - Bob Cousy, Boston Celtics
  - Dolph Schayes, Syracuse Nationals
  - Bob Pettit, Milwaukee Hawks
  - Larry Foust, Fort Wayne Pistons
- All-NBA Second Team:
  - Vern Mikkelsen, Minneapolis Lakers
  - Harry Gallatin, New York Knicks
  - Paul Seymour, Syracuse Nationals
  - Slater Martin, Minneapolis Lakers
  - Bill Sharman, Boston Celtics